# Bowser Jr.
Bowser Jr., conocido como Bowsy en España y como Koopa Jr. (クッパJr., Kuppa Junia) en Japón, es un personaje de la saga de videojuegos de Super Mario, donde toma el papel de antagonista. Él es el reciente descendiente de Bowser y suele verse relacionado con los Koopalings.

## Características
Es una especie de dinosaurio bípedo antropomorfo de aspecto infantil. Comparte ciertos rasgos con su padre, tales como la melena pelirroja y las cejas pobladas. A diferencia que este, presenta el pelo recogido y el morro redondeado, además de que su tamaño es menor. Uno de sus elementos más reconocibles es el babero blanco con una boca dibujada infantilmente, que porta alrededor del cuello.
Habitualmente se muestra montado sobre un vehículo llamado koopayaso Jr.. Este consiste en una forma blanca con bordes verdes que cuenta con una cara de payaso. Gracias a una hélice que presenta en la parte inferior es capaz de volar. En juegos como Super Smash Bros. siempre va sobre uno.
Su personalidad es la propia de un niño, pues es inmaduro, travieso y juguetón. También se caracteriza por ser egoísta y maleducado. Sigue las órdenes de su padre, pues en juegos como New Super Mario Bros. Wii es el encargado de secuestrar a Peach.
Durante sus apariciones en los diversos juegos, su tamaño, expresiones y forma de hablar varía, siendo en Super Mario Sunshine alguien pequeño, pero en Super Mario Galaxy es de mayor tamaño, superior al de Peach.

## Apariciones destacadas
- Super Mario Sunshine: Apareció por primera vez en Super Mario Sunshine como el villano principal que robó la brocha mágica del Profesor E. Gadd. Se disfrazó como el alter ego de Mario, conocido como Shadow Mario. También secuestra a la Princesa Peach creyendo que ella es su madre, sin embargo, cuando él y su padre son derrotados, Bowser le revela que realmente no era su progenitora.

- Mario Power Tennis: En Mario Power Tennis, su ataque especial es el uso de su brocha mágica (sacado del juego Super Mario Sunshine) con el que pinta tres bolas, dos falsas y una verdadera; al golpear la verdadera el personaje retrocede debido a su potencia y le deja un rastro de tinta resbalosa temporal.

- Mario Kart: Double Dash!!: En Mario Kart: Double Dash!!, Bowser Jr. es un conductor de peso ligero, su coche es el Bólido Bala (en forma de Bill Bala) y su ítem es una concha con pinchos que al ser lanzado aumenta a un gran tamaño. En Mario Superstar Baseball, su ataque especial es una Bill Bala que va en línea recta que al atraparla el personaje retrocede por su velocidad.

- New Super Mario Bros.: En New Super Mario Bros., es uno de los enemigos principales y es quien secuestra a la Princesa Peach. En todos los mundos, espera en las torres. Al principio  se le puede derrotar si se salta sobre él tres veces, pero posteriormente para vencerle se le debe golpear con el caparazón que lanza y caerle encima. En la lucha final sirve de apoyo de Bowser y Bowsitos.

- Mario Super Sluggers: En Mario Super Sluggers, su bate es un pincel (también sacado de Super Mario Sunshine) y su poder especial de bateador es una bola de pintura, su poder como lanzador es una mancha de pintura en la pantalla.
- Mario Sports Mix: En Mario Sports Mix, con su superremate utiliza el pincel.

### Juegos en los que aparece
- Super Mario Sunshine (GameCube) – 2002
- Mario Golf: Toadstool Tour (GameCube) – 2003
- Mario Kart: Double Dash!! (GameCube) – 2003
- Mario Power Tennis (GameCube) – 2004
- Mario Superstar Baseball (GameCube) – 2005
- New Super Mario Bros. (Nintendo DS) – 2006
- Mario Hoops 3-on-3 (Nintendo DS) – 2006
- Mario Strikers Charged (Wii) – 2007
- Super Mario Galaxy (Wii) – 2007
- Mario Party DS (Nintendo DS) – 2007
- Mario Kart Wii (Wii) - 2008
- Mario Super Sluggers (Wii) - 2008
- Mario & Sonic: at The Olympic Winter Games (Wii) y (NDS) - 2009
- New Super Mario Bros. Wii (Wii) - Finales del 2009.
- Super Mario Galaxy 2 (Wii) - 2010
- Mario Sports Mix (Wii) - 2011
- Mario & Sonic: at The London 2012 Olympic Games (Wii) y (3DS) - 2011 - 2012
- Mario Party 9 (Wii) - 2012
- Paper Mario: Sticker Star (3DS) - 2012
- New Super Mario Bros. U (Wii U) - 2012
- Mario & Luigi: Dream Team (3DS) - 2013
- Mario Party: Island Tour (3DS) - 2013
- Super Smash Bros. para Nintendo 3DS y Wii U (Wii U) y (3DS) - 2014
- Mario Party 10 (Wii U) - 2015
- Mario & Luigi: Paper Jam(3DS) - 2015
- Mario Party: Star Rush (3DS) - 2016
- Mario Kart 8 Deluxe (Switch) - 2017
- Mario + Rabbids Kingdom Battle (Switch) - 2017
- Mario Party: The Top 100 (3DS) - 2017
- Mario Tennis Aces (Switch) - 2018
- Super Mario Party (Switch) - 2018
- Super Smash Bros. Ultimate (Switch) - 2018
- Mario & Luigi: Bowser Inside Story + Las Peripecias de Bowser Jr- 2019
- Super Mario Maker 2 (Switch) - 2019
- Mario Kart Tour (Android e iOS) - 2019
- Mario y Sonic en los Juegos Olímpicos Tokio 2020 (Switch) - 2019
- Paper Mario: The Origami King (Switch) - 2020
- Super Mario 3D World + Bowser's Fury (Switch) - 2021
- Mario Golf: Super Rush (Switch) - 2021
- Mario Party Superstars (Switch) - 2021
- Mario Strikers: Battle League (Switch) - 2022
- Super Mario Bros. Wonder (Switch) - 2023
- Super Mario Party Jamboree (Switch) - 2024
- Mario & Luigi: Brothership (Switch) - 2024
- Mario Kart World (Switch 2) - 2025